# Aulacocyclus aliicornis
Aulacocyclus aliicornis es una especie de coleóptero de la familia Passalidae.

## Distribución geográfica
Habita en Nueva Guinea  y en Australia.